# Molly Lamont
Molly Lamont (22 de mayo de 1910 - 7 de julio de 2001) fue una actriz de cine sudafricana-británica.

## Vida y carrera

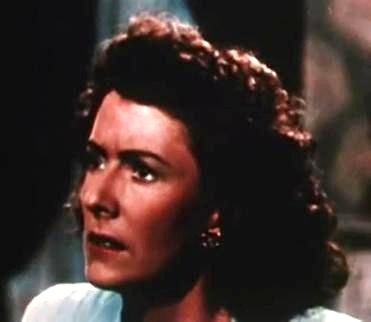
Molly Lamont en Scared to Death (1947)

Margorie Edith Lamont nació en Boksburg, Transvaal, Sudáfrica. De joven practicó deportes. Se trasladó a Inglaterra tras ganar un concurso de belleza en su adolescencia. Como parte del concurso, British International Pictures le ofreció una prueba cinematográfica. Comenzó su carrera en el cine británico en 1930 y durante varios años interpretó papeles pequeños, a menudo sin acreditar. Sus papeles empezaron a mejorar a mediados de la década de 1930, mientras residía en Londres. Más tarde se trasladó a Hollywood, donde consiguió un contrato con la RKO e interpretó papeles como el de prometida de Cary Grant en The Awful Truth (1937). Sus otras apariciones incluyen películas tan populares como The White Cliffs of Dover y Mr. Skeffington (ambas de 1944). Lamont se retiró de la actuación en 1951, con más de cincuenta películas en su haber.
Se casó con un pionero de la industria aeroespacial, Edward Antoine Bellande, el 1 de abril de 1937. Permanecieron casados hasta la muerte de él en 1976. Mrs. Belleande permaneció activa en compañías de teatro locales durante toda su edad adulta. Murió el 7 de julio de 2001 en Brentwood, Los Ángeles, a los 91 años.

## Filmografía
- The Black Hand Gang (1930) (sin acreditar)
- Uneasy Virtue (1931) como Ada
- Old Soldiers Never Die (1931) como Ada
- The Wife's Family (1931) como Sally
- Doctor Josser K.C. (1931) (sin acreditar)
- Strictly Business (1931) como Maureen
- What a Night! (1931) como Nora Livingstone
- Shadows (1931) como Jill Dexter
- The Strangler (1932) como Frances Marsden
- The House Opposite (1932) como Doris
- Brother Alfred (1932) como Stella
- Lucky Girl (1932) como Lady Moira
- The Last Coupon (1932) como Betty Carter
- Josser on the River (1932) como Julia Kaye
- His Wife's Mother (1932) como Cynthia
- Lord Camber's Ladies (1932) como actriz
- Leave It to Me (1933) como Eve Halliday
- Paris Plane (1933)
- Letting in the Sunshine (1933) como Lady Anne
- White Ensign (1934) como la hija del consul
- No Escape (1934) como Helen Arnold
- Irish Hearts (1934) como la enfermera Otway
- The Third Clue (1934) como Rosemary Clayton
- Murder at Monte Carlo (1935) como Margaret Becker
- Handle with Care (1935) como Patricia
- Oh, What a Night (1935) como Pat
- Rolling Home (1935) como Ann
- Jalna (1935) como Pheasant Vaughn Whiteoaks
- Alibi Inn (1935) como Mary Talbot
- Another Face (1935) como Mary McCall
- Muss 'em Up (1936) como Nancy Harding, hija de Paul
- Mary of Scotland (1936) como Mary Livingstone
- Fury and the Woman (1936) como June McCrae
- A Woman Rebels (1936) como chica joven con bebé enfermo (sin acreditar)
- The Jungle Princess (1936) como Ava
- A Doctor's Diary (1937) como Mrs. Fielding
- The Awful Truth (1937) como Barbara Vance
- Somewhere I'll Find You (1942) como la enfermera Winifred (sin acreditar)
- The Moon and Sixpence (1942) como Mrs. Amy Strickland (sin acreditar)
- A Gentle Gangster (1943) como Ann Hallit
- Thumbs Up (1943) como supervisora del bienestar
- Follow the Boys (1944) como Miss Hartford (secretaria) (sin acreditar)
- The White Cliffs of Dover (1944) como Helen Hampton (sin acreditar)
- Mr. Skeffington (1944) como Miss Norris (sin acreditar)
- Minstrel Man (1944) como Caroline (madre)
- Youth Runs Wild (1944) como Mrs. Webster (sin acreditar)
- Three Sisters of the Moors (1944, cortometraje) como Charlotte Brontë
- The Suspect (1944) como Edith Simmons
- Devil Bat's Daughter (1946) como Ellen Masters Morris
- So Goes My Love (1946) como la prima Garnet Allison
- The Dark Corner (1946) como Lucy Wilding (sin acreditar)
- Scared to Death (1947) como Laura Van Ee
- Ivy (1947) como Bella Crail
- Christmas Eve (1947) como Harriet Rhodes
- South Sea Sinner (1950) como Kay Williams
- The First Legion (1951) como Mrs. Nora Gilmartin (último papel cinematográfico)